# El Dorado World Tour
A El Dorado World Tour foi a sexta turnê mundial da cantora colombiana Shakira, em apoio ao seu décimo primeiro álbum de estúdio, El dorado (2017). Compreendendo 54 shows no total, a turnê visitou a Europa, Ásia, América do Norte e América Latina. Foi sua primeira turnê em sete anos. A turnê começou em 3 de junho de 2018, em Hamburgo, na Alemanha, e terminou em 3 de novembro de 2018 em Bogotá, Colômbia. A turnê estava marcada para começar em novembro de 2017, mas devido a uma hemorragia na voz de Shakira adquirido em sua última rotina de ensaios, a turnê inteira foi adiada para começar em 2018.

## Antecedentes
Seguindo um tweet de antecipação da conta oficial de Shakira, com 18 bandeiras de países e um link que direciona para uma inscrição de um boletim de sua gravadora, a turnê foi anunciada três dias depois, em 27 de junho de 2017 e será patrocinada por Rakuten. Também como parceiros da turnê, a Divisão de Turismo Global da Live Nation Entertainment (com quem anteriormente colaborou com Shakira na The Sun Comes Out World Tour) e o Citi, que são, respectivamente, o produtor e a empresa patrocinadora da parte norte-americana da Tour. Como parte da apresentação da turnê, a Live Nation lançou um vídeo através de suas redes sociais oficiais, como uma lembrança disso.
A turnê começaria no dia 8 de novembro, em Colônia, na Alemanha, mas devido a problemas relacionados à voz da cantora durante os ensaios da turnê, a data foi cancelada um dia antes da programação original da turnê. Em 9 de novembro, pela mesma razão, ela anunciou o adiamento para datas posteriores também para ambos os shows em Paris, bem como os seguintes em Antuérpia e Amsterdã. Em 14 de novembro, ela fez um anúncio através de suas redes sociais em que ela revela ter adquirido uma hemorragia no acorde vocal durante o final de outubro, em seu último dia de ensaios, e precisaa descansar a voz por algum tempo. ser curada; então toda a parte européia foi adiada para acontecer em 2018. Em 27 de dezembro de 2017, ela anunciou o adiamento de todas as datas na América do Norte, e o reescalonamento de todas as datas anunciadas até agora para acontecer no meio do ano; o tour começa oficialmente em junho de 2018.
Em 22 de janeiro de 2018, ela anunciou três datas adicionais para as cidades de Hamburgo, Londres e Bordeaux. Um segundo show de Los Angeles foi adicionado em 9 de maio; e, um dia depois, Shakira anunciou uma data para Istanbul, 11 anos depois de visitar a Turquia com sua Oral Fixation Tour, bem como as datas da América Latina. Depois disso, foi anunciado que ela visitará o Líbano, para se apresentar no Festival Internacional dos Cedros. Embora alguns meios de comunicação israelenses tenham informado sobre um concerto a ser realizado em 9 de julho de 2018 na Tel Aviv, que causou alguma reações controversas, e uma ameaça seguinte de boicote ao show libanês, apoiado pelo BDS, Live Nation confirmou através de sua conta no Twitter que nenhuma data foi marcada e Israel devido a problemas de programação.
Em 29 de junho de 2018, foi confirmado pelo prefeito da cidade natal de Shakira, Barranquilla, Alejandro Char, que a cantora se apresentaria na inauguração da edição de 2018 dos Jogos Centro-Americanos e do Caribe, a ser realizada na cidade colombiana. Para este evento especial, Shakira cantou 3 músicas ("Me Enamoré," "Hips Don't Lie," e "La Bicicleta") no Estádio Metropolitano Roberto Meléndez em 19 de julho.

## Desenvolvimento
Os preparativos para a turnê começaram em torno de agosto, com ensaios realizados em Barcelona, como revelou a própria cantora. Shakira publicou através de suas redes sociais uma série de vídeos documentando o processo criativo da turnê, desde os estágios iniciais. Entre os primeiros deles, havia um onde ela trouxe parte de sua equipe e um seguidor imediatamente e nessa, publicou um dia depois, onde ela está trabalhando. Enquanto a turnê continuava sendo ensaiada durante o mês de outubro, mais vídeos de bastidores e ensaios surgiram como prometido. Entre eles, havia um postado no Instagram pelo parceiro de Shakira, Gerard Piqué, quando ela estava assistindo a sua interpretação de "Antología" em 1997 para os ensaios. Além dessa música, muitos outros foram sugeridos pela própria Shakira, bem como por sua equipe, como o single de 1998 "Inevitable" e o duo com o colega colombiano Carlos Vives, "La Bicicleta". Com base nos pressupostos dos fãs em algumas dessas sugestões, uma lista provisória, possivelmente cogitada, foi relatada como "vazada" por alguns meios de imprensa de língua espanhola significativos.
Também no que diz respeito ao repertório, em 7 de agosto, Shakira convocou seus seguidores através de suas redes sociais a colaborar na seleção da lista de canções que podem ser executadas na turnê, em um desejo que expressou por "desta turnê para ser particularmente especial para ela e os fãs". Dessa forma, a Viber, subsidiária do patrocinador oficial Rakuten, realizou uma pesquisa para ajudá-la a escolher algumas faixas. As escolhas dos vencedores foram anunciadas uma semana depois, na plataforma móvel. Ao criar esta pesquisa, Shakira juntou-se à Viber novamente para prometer um concurso de surpresa para os fãs, em 10 de outubro, que foi anunciado dois dias depois, na mesma aplicação de mensagens instantâneas. Um dos prêmios é uma viagem a Barcelona para assistir a ensaios. A Rakuten Espanha realizou um concurso de prêmios semelhante (embora seja válido apenas para residentes espanhóis), no qual os vencedores puderam assistir a um show privado de Shakira também em Barcelona, no dia 4 de novembro, antes do início oficial da turnê.
Os membros da turnê foram anunciados por Shakira pouco a pouco, sendo um dos primeiros Anna Kaiser, como sua treinadora pessoal, por vídeos e fotos das sessões de treino AKT InMotion da cantora. Em 27 de outubro, foi revelado pela Live Nation Spain que o produtor musical Salva será o artista de abertura de todos os concertos espanhóis. Após esse anúncio, algumas subsidiárias e parceiros da Live Nation confirmaram o produtor de música para ser o artista de abertura em outras cidades europeias também. Três dias depois, a própria Shakira revelou os membros da banda, incluindo seu guitarrista Tim Mitchell, o guitarrista Albert Menendez e o baterista Brendan Buckley. Além deles, estão estreando em sua banda, o baixista Erik Kertes e o violinista Caitlin Evanson. Como para a turnê começar em meados de 2018, todos os membros da banda permanecem os mesmos com a única exceção do baixista Joe Ayoub, que se junta a ela para substituir Kertes. A empresa de design de produção Vita Motus foi encarregada pelo design do palco, e a Syndrome Studio foi responsável pelo design gráfico dos cenários de tela. Entre os criadores da linha de roupas encarregados de desenhar figurinos para a turnê estão a francesa Balmain, o estilista americano Brian Lichtenberg, e o estilista colombiano Obando. Para os shows mais hispanos, ela usava um cinto com penas projetado pela loja de roupas online havaiana Iheartpolynesia, adaptado do mesmo tipo de peça que essa loja havia projetado anteriormente para a Miss Latina Hawaii 2018.

## Recepção crítica

### Europa e Ásia
A turnê recebeu em sua maioria aclamação universal. Revendo o show em Londres, o The Times deu ao conceto cinco estrelas em cinco categorias, descrevendo Shakira como uma "garota de rock atrevido, uma tentadora de fogo". O The Guardian deu a turnê um quatro de cinco estrelas, elogiando a capacidade de Shakira de preencher arenas depois de 3 décadas, agradando seus fãs latinos e não deixando para trás seus maciços hits ingleses dizendo que "ela ainda tem dentes afiados" Sonia De la Forterie da estação de rádio francesa NRJ chamou a atmosfera dos shows em Paris de uma "arena fervente", destacando a interpretação de Shakira de "Je l'aime à mourir". Abendzeitung deu ao show em Munique também deu cinco estrelas de cinco, destacando o estado emocional de Shakira após a recuperação, e destacando "Whenever, Wherever" chamando-o de "sedutor". O jornal espanhol/galego La Opinión A Coruña aclamou o show em A Coruña, elogiando os vocais de Shakira, e as "mensagens de solidariedade" e seus "movimentos de dança elétrica", aclamando a totalidade do programa dizendo "A estrela colombiana enche o Coliseu com um show vibrante". O concerto no Cedros de Deus do Líbano foi recebido com aclamação pela crítica por Isra Hassan do jornal libanês An-Nahar; em sua revisão da parada da turnê no Patrimônio Mundial Libanês, ela chamou de experiência única, além de chamar Shakira de "rainha do palco" e afirmar que poucos merecem o título de "superstar global" e Shakira é uma delas que merecem esse título.

### América do Norte
Suzy Exposito da revista Rolling Stone comentou o show em Nova York dizendo "ela afirmou sua posição como uma deusa pop internacional", elogiando ainda mais Shakira por encher o palco sozinha, sem dançarinos, e afirmando-se como uma garota do rock quando tocando guitarra e bateria. Revendo o show de Los Angeles, Mike Wass da Idolator disse: "O resultado final é uma experiência ao vivo intoxicante e elétrica que parece intimista e épico. Desde o número de abertura até a última reverência, a astra colombiana teve a noite passada [28 de agosto] a multidão esgotada completamente sob seu feitiço". Para mais tarde aclamar o artista, dizendo "pode continuar a reinar como a rainha do pop latino". Uma outra revisão do Los Angeles Times aclamou o mesmo concerto por ter "a sensação do retorno de um herói". O show de Anaheim foi aclamado por Lucas Villa da AXS.com elogiando Shakira por fazer um show sem depender de uma enorme produção para surpreender a multidão escrevendo, "em vez de depender de uma grande produção, ela usou seu melhor instrumento, seu corpo , para capturar o público e brilhar como ouro de um artista ". Eles acrescentam que o programa reafirma o status de Shakira como um "ícone global". The Washington Post elogiou Shakira por sua capacidade de recuperar sua voz após a lesão vocal aclamando o show, afirmando "Shakira lança 'El Dorado' com fogos de artifício reais e vocais" eles ainda aclamaram seu catálogo de três décadas e diversificado, seu vibrato de assinatura e pirotecnia maciça. Natalie Weiner do The New York Times chamou o show de "O retorno de um titã do pop latino, um festival de dança" dando a Shakira o título de "Titan of Latin Pop" por seu crossover que se destaca entre todos os outros artistas de
latinos crossover. Revendo o show em Phoenix, Anthony Sandoval de azcentral, elogiou sua dança do ventre que é sua assinatura e o conceito da máscara, portanto, aclamando o show, chamando-o "de uma performance que era cativante, feroz e francamente majestoso." Lilia O'Hara do  The San Diego Union-Tribune, descreveu a conexão entre Shakira e seus fãs por "grande maturidade", e mais tarde elogiou a artista por ser "uma dos mais versáteis" compositores de música latina, também aplaudindo, Shakira por ela dançar, cantar e ter a capacidade de tocar vários instrumentos.

### América Latina

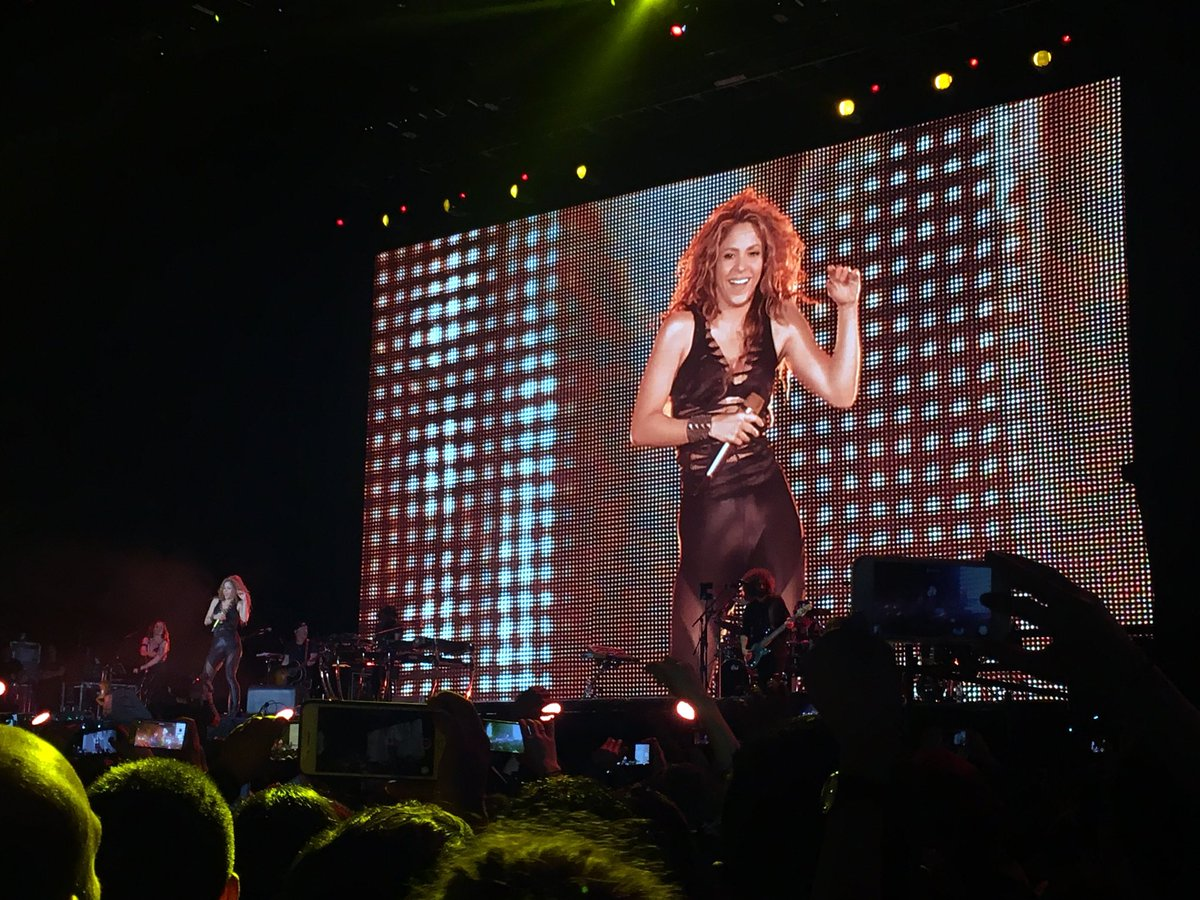
Foto tirada de Shakira durante a El Dorado World Tour na cidade de Bogotá, Colômbia.

Sebastián Peña, do blog colombiano Shock elogiou os shows da Cidade do México, mostra "o retorno da lenda viva e dourada da música". EFE também comentou sobre o show no México descrevendo Shakira como "autêntica dona do palco" por encher o palco sozinha, sem a necessidade de dançarinos, também chamando a noite de "mágica". João Pinheiro do blog brasileiro Tenho Mais Discos que Amigos!, aclamou o show em São Paulo chamando-a de "arrebatadora", impressionando os 45 mil participantes, destacando a performance de "She Wolf" chamando-a de "hipnotizante" e "teatral" e elogiando sua dançar e canto "perfeitamente" ao mesmo tempo". Notife.com (uma página de notícias em Santa Fé, Argentina) disse que Shakira "cativou" a multidão de 40.000 pessoas durante sua passagem por Rosário com sua "voz excêntrica" e "passos de dança frenéticos". O jornal equatoriano El Comercio informou que o show em Guayaquil tinha "som, luzes e incêndios impressionantes", mais tarde destacou a performance de "Antología" descrevendo-a como "íntima" com todo o estádio cantando junto com ela. Ao rever o último show da turnê em  Bogotá, Sebastián Peña do El Espectador, nomeou sua jornada como "o retorno de ouro de Shakira", afirmando também que a cantora é a única artista latina a lotar estádios junto com lendas como Michael Jackson, Paul McCartney, e U2.

## Desempenho comercial

### Venda de ingressos
Os ingressos para as primeiras 33 datas anunciadas foram colocadas à venda em 30 de junho, dois dias após uma pré-venda válida pelo Viber por apenas um dia. Live Nation e Citi ofereceram também outras prévias para acontecer em datas diferentes, embora a pré-venda do último fosse válida apenas para os concertos americanos. Shakira também se associou à Ticketmaster para vender ingressos para turnê. Devido à alta demanda, segundas datas foram adicionadas a cidades como Paris, Barcelona Miami, e Cidade do México.
Na Cidade do México, o show esgotou-se dois dias após a venda, fazendo de Shakira a artista feminina de mais rápida venda no Estadio Azteca. Uma semana depois, uma segunda data foi adicionada devido à grande demanda, sendo a primeira artista feminina na história a adicionar uma segunda data consecutiva neste estádio. No Equador, ela quebrou o recorde anteriormente detido por Bruno Mars de ter vendido a maioria dos bilhetes durante um período de pré-venda. Cerca de 12.000 fãs compareceram ao show de abertura em Hamburgo. A receita de seu show em Bsharri, no Líbano, foi de US $ 2.000.000, segundo alguns meios de comunicação do Oriente Médio. De acordo com Salva, o produtor musical e DJ encarregado de ser o artista de abertura para a maioria dos concertos europeus, a participação na noite de Amsterdam foi de 20.000 pessoas. Em Istambul, mais de 80.000 pessoas assistiram ao show de acordo com relatos da mídia turca. Ela é a primeira artista a realizar um concerto no recém-renovado Arena Vodafone. Em Miami, ela é a única artista feminina a ter dois shows na American Airlines Arena em 2018. Com os dois shows em Miami, isso amplia seu histórico de ter mais shows no palco da American Airlines Arena, 9 shows desde o Tour of the Mongoose, mais do que qualquer artista. Segundo a Billboard, as duas noites esgotadas em Miami foram as maiores do evento em 2018, com quase 3 milhões de dólares.

## Honras
Em 13 de julho, durante sua visita ao Líbano, uma cerimônia foi realizada para Shakira na reserva dos Cedros de Tannourine, onde nasceu sua avó paterna. Durante a cerimônia, uma praça foi batizada de "Shakira Isabel Mebarak", em homenagem a ela e a seu pai, e duas árvores de cedro foram plantadas.
Durante a visita a Buenos Aires, na Argentina, Shakira foi declarada "Convidado de Honra" para a cidade pelo legislador da cidade.
O presidente do Chile, Sebastián Piñera, participou do show em Santiago e se encontrou com Shakira.

## Incidentes
O concerto no estádio Vodafone Park, em Istanbul, fez com que a grama do estádio fosse seriamente danificada pela superlotação doe público, e a equipe teve que consertar a grama. O mesmo incidente aconteceu no Estádio Azteca do México, onde a superlotação dos dois shows deixou a grama com danos "severos". A  NFL teve que mudar seu primeiro jogo entre Kansas City Chiefs e Los Angeles Rams para um estádio diferente em Los Angeles.
- A polícia libanesa prendeu dois fãs enlouquecidos que entraram ilegalmente em uma cerimônia realizada por Shakira na reserva do Cedars em Tannourine horas antes de seu show.[89]
- Durante o concerto em Toronto, a chuva pesada começou a cair fora da arena, a chuva causou inundações na cidade, o Scotiabank Arena também foi inundado devido a falhas de drenagem.[90]
- Um fã excessivamente animado invadiu o palco no final do show na Cidade do México, Shakira abraçou e tirou uma foto com o fã enquanto a segurança tentava acompanhá-lo fora do palco.[91]

## Transmissões e gravações
Em 27 de agosto de 2018, Shakira postou um vídeo e fez uma pesquisa em sua conta no Twitter sobre qual das três camisas da Balmain que ela usa alternadamente durante a primeira seção do show será escolhida para a próxima turnê. No dia seguinte, Hans Nelson, um membro da equipe de turnê, postou em sua conta no Instagram que os dois shows no The Forum, em Los Angeles, California, serão gravados para um futuro lançamento em DVD ao vivo. Na data do segundo show remarcado na cidade, a própria cantora confirmou através de suas redes sociais que o concerto daquele dia seria gravado para um DVD. Logo após o término da turnê, Shakira anunciou que teria iniciado o processo de edição do DVD da turnê.
Nos dias 13 e 15 de novembro de 2019; será lançado em cinemas selecionados em todo o mundo a gravação do show em Los Angeles no The Forum. Chama-se Shakira en Concierto: El Dorado World Tour.

## Repertório
O repertório abaixo é constituído do primeiro show da turnê, realizado em 3 de junho de 2018 em Hamburgo, não sendo representativo de todas as apresentações.
1. “Estoy aquí” / “¿Dónde estás corazón?”
2. “She Wolf"
3. ”Si Te Vas”
4. “Nada”
5. “Perro fiel” / “El Perdón”
6. “Underneath Your Clothes”
7. “Me enamoré”
8. “Inevitable“
9. “Chantaje”

Gods Interlúde
1. “Whenever, Wherever”

Underwater interlúde
1. “Tú”
2. “Amarillo”
3. “La tortura”
4. “Antología”
5. “Can't Remember to Forget You”
6. “Loca” / “Rabiosa”

Bicicleta Interlúde
1. “Dare (La La La)” / “Waka Waka (This Time for Africa)”

Kids Interlúde
Bis
1. "Toneladas"
2. "Hips Don't Lie"
3. "La bicicleta"

- Em Antuérpia, ambas as datas em Paris, Zurique, Luxemburgo, Bordeaux e Montpellier, Shakira cantou a música "Je l'aime à mourir" de Francis Cabrel em vez de "Toneladas".[97]
- Em datas selecionadas (países de língua espanhola), Shakira cantou as versões em espanhol de alguns de seus singles de língua inglesa apresentados em turnê, como "Loba", "Suerte", e "Loca".[98]
- No segundo encontro em Barcelona, Shakira cantou a música "Boig per Tu", de Sau, como uma dedicação ao seu sogro, Joan Piqué.[99]
- Em Istambul e Bsharri, "Antología" , "Toneladas" e seu passeio pela multidão foram omitidos.[100]
- Na parte norte-americana, mais pirotecnia foram adicionados para "Perro Fiel" e "La Bicicleta".[101]
- Na parte latino-americana, mais pirotecnia foram adicionados ao “Estoy Aquí”, “Perro Fiel”, “Me Enamoré” e “La Bicicleta”.[102][103]

## Datas
| Data                       | Cidade           | País                 | Local                          | Ato(s) de abertura | Público          | Receita          |
| Etapa 1 — Europa           | Etapa 1 — Europa | Etapa 1 — Europa     | Etapa 1 — Europa               | Etapa 1 — Europa   | Etapa 1 — Europa | Etapa 1 — Europa |
| -------------------------- | ---------------- | -------------------- | ------------------------------ | ------------------ | ---------------- | ---------------- |
| 3 de junho de 2018         | Hamburgo         | Alemanha             | Barclaycard Arena              | Salva              | N/A              | N/A              |
| 5 de junho de 2018         | Colônia          | Alemanha             | Lanxess Arena                  | Salva              | N/A              | N/A              |
| 7 de junho de 2018         | Antuérpia        | Bélgica              | Sportpaleis                    | Salva              | N/A              | N/A              |
| 9 de junho de 2018         | Amsterdã         | Países Baixos        | Ziggo Dome                     | Salva              | N/A              | N/A              |
| 11 de junho de 2018        | Londres          | Inglaterra           | The O2 Arena                   | Salva              | N/A              | N/A              |
| 13 de junho de 2018        | Paris            | França               | AccorHotels Arena              | Salva              | N/A              | N/A              |
| 14 de junho de 2018        | Paris            | França               | AccorHotels Arena              | Salva              | N/A              | N/A              |
| 17 de junho de 2018        | Munique          | Alemanha             | Olympiahalle                   | Salva              | N/A              | N/A              |
| 19 de junho de 2018        | Esch-sur-Alzette | Luxemburgo           | Rockhal                        | Salva              | N/A              | N/A              |
| 21 de junho de 2018        | Milão            | Itália               | Mediolanum Forum               | Salva              | N/A              | N/A              |
| 22 de junho de 2018        | Zurique          | Suíça                | Hallenstadion                  | Salva              | N/A              | N/A              |
| 24 de junho de 2018        | Bordéus          | França               | Bordeaux Arena                 | Salva              | N/A              | N/A              |
| 25 de junho de 2018        | Montpellier      | França               | Park&Suites Arena              | Salva              | N/A              | N/A              |
| 28 de junho de 2018        | Lisboa           | Portugal             | Altice Arena                   | Salva              | N/A              | N/A              |
| 30 de junho de 2018        | Bilbau           | Espanha              | Bizkaia Arena                  | Salva              | N/A              | N/A              |
| 1º de julho de 2018        | Corunha          | Espanha              | Coliseum da Corunha            | Salva              | N/A              | N/A              |
| 3 de julho de 2018         | Madrid           | Espanha              | WiZink Center                  | Salva              | N/A              | N/A              |
| 6 de julho de 2018         | Barcelona        | Espanha              | Palau Sant Jordi               | Salva              | N/A              | N/A              |
| 7 de julho de 2018         | Barcelona        | Espanha              | Palau Sant Jordi               | Salva              | N/A              | N/A              |
| Etapa 2 — Ásia             |                  |                      |                                |                    |                  |                  |
| 13 de julho de 2018        | Cedros de Deus   | Líbano               | Cedars International Festival  |                    |                  |                  |
| Etapa 3 — América do Norte |                  |                      |                                |                    |                  |                  |
| 3 de agosto de 2018        | Chicago          | Estados Unidos       | United Center                  | N/A                | N/A              | N/A              |
| 4 de agosto de 2018        | Detroit          | Estados Unidos       | Little Caesars Arena           | N/A                | N/A              | N/A              |
| 7 de agosto de 2018        | Montreal         | Canadá               | Bell Centre                    | N/A                | N/A              | N/A              |
| 8 de agosto de 2018        | Toronto          | Canadá               | Air Canada Centre              | N/A                | N/A              | N/A              |
| 10 de agosto de 2018       | Nova Iorque      | Estados Unidos       | Madison Square Garden          | N/A                | N/A              | N/A              |
| 11 de agosto de 2018       | Washington, D.C. | Estados Unidos       | Capital One Arena              | N/A                | N/A              | N/A              |
| 14 de agosto de 2018       | Orlando          | Estados Unidos       | Amway Center                   | N/A                | N/A              | N/A              |
| 15 de agosto de 2018       | Sunrise          | Estados Unidos       | BB&T Center                    | N/A                | N/A              | N/A              |
| 17 de agosto de 2018       | Miami            | Estados Unidos       | American Airlines Arena        | N/A                | N/A              | N/A              |
| 18 de agosto de 2018       | Miami            | Estados Unidos       | American Airlines Arena        | N/A                | N/A              | N/A              |
| 21 de agosto de 2018       | Dallas           | Estados Unidos       | American Airlines Center       | N/A                | N/A              | N/A              |
| 22 de agosto de 2018       | Texas            | Estados Unidos       | Toyota Center                  | N/A                | N/A              | N/A              |
| 24 de agosto de 2018       | San Antonio      | Estados Unidos       | AT&T Center                    | N/A                | N/A              | N/A              |
| 26 de agosto de 2018       | Phoenix          | Estados Unidos       | Talking Stick Resort Arena     | N/A                | N/A              | N/A              |
| 28 de agosto de 2018       | Inglewood        | Estados Unidos       | The Forum                      | N/A                | N/A              | N/A              |
| 31 de agosto de 2018       | Anaheim          | Estados Unidos       | Honda Center                   | N/A                | N/A              | N/A              |
| 1º de setembro de 2018     | Las Vegas        | Estados Unidos       | MGM Grand Garden Arena         | N/A                | N/A              | N/A              |
| 5 de setembro de 2018      | San Diego        | Estados Unidos       | Valley View Casino Center      | N/A                | N/A              | N/A              |
| 3 de setembro de 2018      | Inglewood        | Estados Unidos       | The Forum                      | N/A                | N/A              | N/A              |
| 6 de setembro de 2018      | San José         | Estados Unidos       | SAP Center                     | N/A                | N/A              | N/A              |
| 7 de setembro de 2018      | São Francisco    | Estados Unidos       | Bill Graham Civic Auditorium   | N/A                | N/A              | N/A              |
| Etapa 4 — América Latina   |                  |                      |                                |                    |                  |                  |
| 11 de outubro de 2018      | Cidade do México | México               | Estádio Azteca                 | N/A                | N/A              | N/A              |
| 12 de outubro de 2018      | Cidade do México | México               | Estádio Azteca                 | N/A                | N/A              | N/A              |
| 14 de outubro de 2018      | Guadalajara      | México               | Estádio Tres de Marzo          | N/A                | N/A              | N/A              |
| 16 de outubro de 2018      | Monterrei        | México               | Estádio Universitario          | N/A                | N/A              | N/A              |
| 18 de outubro de 2018      | Punta Cana       | República Dominicana | Hard Rock Hotel and Casino     | N/A                | N/A              | N/A              |
| 21 de outubro de 2018      | São Paulo        | Brasil               | Allianz Parque                 | N/A                | N/A              | N/A              |
| 23 de outubro de 2018      | Porto Alegre     | Brasil               | Arena do Grêmio                | N/A                | N/A              | N/A              |
| 25 de outubro de 2018      | Buenos Aires     | Argentina            | Estádio Velez Sarsfield        | N/A                | N/A              | N/A              |
| 27 de outubro de 2018      | Rosário          | Argentina            | Estádio do Rosario Central     | N/A                | N/A              | N/A              |
| 30 de outubro de 2018      | Santiago         | Chile                | Estádio Nacional de Chile      | N/A                | N/A              | N/A              |
| 1º de novembro de 2018     | Guaiaquil        | Equador              | Estádio Modelo Alberto Spencer | N/A                | N/A              | N/A              |
| 3 de novembro de 2018      | Bogotá           | Colômbia             | Parque Simón Bolívar           | N/A                | N/A              | N/A              |
| Total                      | Total            | Total                | Total                          | Total              | —                | —                |